# Dusun Baru Debai
Dusun Baru Debai is een bestuurslaag in het regentschap Sungai Penuh van de provincie Jambi, Indonesië. Dusun Baru Debai telt 522 inwoners (volkstelling 2010).